# Государственный совет Пруссии (1921—1933)
Прусский государственный совет (Preußischer Staatsrat) — верхняя палата парламента Пруссии в 1920-1934 гг.

## История
Конституция Пруссии 1920 года предусматривала наличие Государственного совета в качестве органа представительства провинций. В результате установления однопартийной системы упразднён вместе с Прусским Ландтагом в 1934 году.

## Формирование
Государственный совет избирался ландтагами провинций и государственным собранием представителей Берлина пропорционально численности населения провинции по пропорциональной системе, а именно в следующем количестве:
- Берлин — 8;
- Бранденбург — 5;
- Ганновер — 6;
- Гессен-Нассау — 5;
- Земли Гогенцоллернов — 1;
- Нижняя Силезия — 6;
- Верхняя Силезия — 5;
- Восточная Пруссия — 5;
- Померания — 4;
- Позен-Западная Пруссия — 3;
- Рейнская Провинция — 15;
- Саксония — 7;
- Шлезвиг-Гольштейн — 3;
- Вестфалия — 10.

## Организационная структура
Государственный совет избирал из своего состава своего председателя, заместителей председателя и секретарей (Schriftführer).

## Парламентские процедуры
Кворум — не менее половины членов, решения принимались простым большинством голосов.

## Статус члена Государственного Совета
Член Государственного Совета не мог быть членом Ландтага. Член Государственного Совета не мог быть привлечён к ответственности за высказывание и голосование. 

## Председатели Государственного Совета
Председателем Государственного Совета вплоть до 1933 года был обер-бургомистр Кёльна Конрад Аденауэр.